# Championnats d'Europe de gymnastique artistique féminine 1965
Navigation
Édition précédente Édition suivante
Les 5(es) championnats d'Europe de gymnastique artistique féminine ont eu lieu à Sofia (Bulgarie) en 1965.

## Résultats

### Concours général individuel
| Rang               | Pays               | Gymnaste           | Saut  | Barres asymétriques | Poutre | Sol   | Total  |
| ------------------ | ------------------ | ------------------ | ----- | ------------------- | ------ | ----- | ------ |
| Médaille d'or      | Tchécoslovaquie    | Věra Čáslavská     | 9.800 | 9.833               | 9.733  | 9.533 | 38.899 |
| Médaille d'argent  | Union soviétique   | Larissa Latynina   | 9.666 | 9.633               | 9.533  | 9.366 | 38.198 |
| Médaille de bronze | Allemagne de l'Est | Birgit Radochla    | 9.466 | 9.633               | 9.533  | 9.366 | 37.998 |
| 4                  | Union soviétique   | Larissa Petrik     | 9.433 | 9.500               | 9.466  | 9.266 | 37.665 |
| 5                  | Bulgarie           | Maria Karachka     | 9.600 | 9.566               | 9.400  | 8.966 | 37.532 |
| 6                  | Hongrie            | Aniko Ducza        | 9.233 | 9.433               | 9.200  | 9.333 | 37.199 |
| '7                 | Allemagne de l'Est | Ute Starke         | 9.700 | 9.133               | 9.233  | 9.100 | 37.166 |
| 8                  | France             | Évelyne Letourneur | 9.333 | 9.333               | 9.000  | 9.100 | 36.766 |
| 9                  | Tchécoslovaquie    | Adolfina Tkacikova | 9.466 | 9.566               | 8.233  | 9.300 | 36.565 |
| '10                | Pologne            | Malgorzata Wilczek | 9.400 | 9.133               | 9.000  | 8.966 | 36.532 |

### Finales par engins

#### Saut
| Rang               | Pays               | Gymnaste           | Points |
| ------------------ | ------------------ | ------------------ | ------ |
| Médaille d'or      | Tchécoslovaquie    | Věra Čáslavská     | 19.750 |
| Médaille d'argent  | Allemagne de l'Est | Ute Starke         | 19.500 |
| Médaille de bronze | Union soviétique   | Larissa Latynina   | 19.366 |
| 4                  | Bulgarie           | Maria Karachka     | 19.233 |
| 5                  | Tchécoslovaquie    | Adolfina Tkacikova | 19.132 |
| 6                  | Allemagne de l'Est | Birgit Radochla    | 18.932 |

#### Barres asymétriques
| Rang               | Pays               | Gymnaste           | Points |
| ------------------ | ------------------ | ------------------ | ------ |
| Médaille d'or      | Tchécoslovaquie    | Věra Čáslavská     | 19.633 |
| Médaille d'argent  | Union soviétique   | Larissa Latynina   | 19.333 |
| Médaille de bronze | Bulgarie           | Maria Karachka     | 19.299 |
| 4                  | Allemagne de l'Est | Birgit Radochla    | 19.266 |
| 5                  | Tchécoslovaquie    | Adolfina Tkacikova | 19.232 |
| 6                  | Union soviétique   | Larissa Petrik     | 19.100 |

#### Poutre
| Rang               | Pays               | Gymnaste         | Points  |
| ------------------ | ------------------ | ---------------- | ------- |
| Médaille d'or      | Tchécoslovaquie    | Věra Čáslavská   | 19.433  |
| Médaille d'argent  | Union soviétique   | Larissa Latynina | 19.0299 |
| Médaille de bronze | Allemagne de l'Est | Birgit Radochla  | 19.099  |
| Médaille de bronze | Union soviétique   | Larissa Petrik   | 19.099  |
| 5                  | Roumanie           | Elena Ceampelea  | 19.032  |
| 6                  | Bulgarie           | Maria Karachka   | 18.933  |

#### Sol
| Rang              | Pays               | Gymnaste           | Points |
| ----------------- | ------------------ | ------------------ | ------ |
| Médaille d'or     | Tchécoslovaquie    | Věra Čáslavská     | 19.333 |
| Médaille d'argent | Union soviétique   | Larissa Latynina   | 19.066 |
| Médaille d'argent | Allemagne de l'Est | Birgit Radochla    | 19.066 |
| 4                 | Hongrie            | Aniko Ducza        | 18.966 |
| 5                 | Union soviétique   | Larissa Petrik     | 18.933 |
| 6                 | Tchécoslovaquie    | Adolfina Tkacikova | 18.900 |